# اتحاد ساتچو

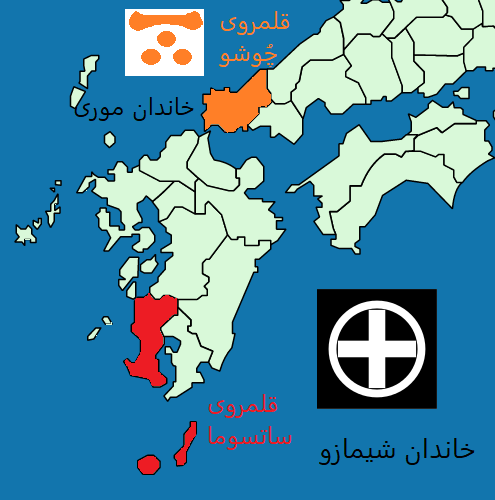
قلمروی ساتسوما (قرمز) در جنوب ژاپن و قلمروی چُوشو (نارنجی)

اتحاد ساتچو (به ژاپنی: 薩長同盟 Satsuma-Chōshū dōmei) یا اتحاد ساتسوما و چوشو، اتحاد سیاسی و نظامی بین قلمروهای فئودالی قلمروی ساتسوما و قلمروی چوشو بود. این توافقنامه در ۷ مارس سال ۱۸۶۶ در کیوتو در منزل کوماتسو کیوکادو از اهالی ساتسوما امضا شد. این اتحاد در جهت سلسله تلاش‌های مربوط به بازگرداندن قدرت به امپراتور و از بین بردن شوگون‌سالاری توکوگاوا بود. قلمروی ساتسوما قبل از این اتحاد طرفدار کوبو گاتای یا هماهنگی بین قدرت شوگون‌سالاری و امپراتور ژاپن بود، پس از آن خواستار اصلاحات در دولت شوگون‌سالاری شد اما قلمروی چوشو که از قبل خواستار سرنگونی شوگون‌سالاری بود عزم خود را در این جهت قوی‌تر کرد.
قلمروی ساتسوما و قلمروی چوشو هر دو جزو قلمروهای پرقدرت (یوهان) در دوره باکوماتسو بودند. در سال ۱۸۶۳ قلمروی ساتسوما با کمک قلمروی آیزو قلمروی چوشو را از دنیای سیاست در پایتخت بیرون رانده بود (تغییر سیاسی روز هیجدهم ماه هشت) و در سال بعد ۱۸۶۴ با اسلحه گرم (حادثه کینمون) توانسته بود سربازان قلمروی چوشو را که به کیوتو آمده بودند را شکست دهد و از پایتخت براند. بدین ترتیب رابطه مابین دو قلمرو به دشمنی گرایید.
در سال‌های دهه ۱۸۶۰، ساتسوما تمایل داشت موقعیت ممتاز خود را در راستای حفظ وضعیت موجود حفظ کند، در حالی که هدف چوشو به قیام با هدف سرنگونی حکومت تبدیل شده بود. ساکاموتو ریوما(قلمروی توسا) (استان کوچی کنونی) از طریق میانجیگری، رهبران نظامی ساتسوما سایگو تاکاموری و اوکوبو توشیمیچی و از طرف دیگر کیدو تاکایوشی (کاتسورا کوگورو) از قلمروی چوشو را گرد هم آورد.
اگر چه این دو قلمرو به‌طور سنتی دشمنان شدید یکدیگر بودند، رهبران آنها موافقت کردند که زمان مناسب برای تغییر رسیده است و موافقت کردند که در صورت حمله از طرف دیگران به یکدیگر کمک کنند.
همچنین قلمروی چوشو به شدت به سلاح‌های مدرن نیاز داشت، اما ارتباطات بسیار محدودی با قدرت‌های غربی داشت. از طرف دیگر، قلمروی ساتسوما، یک تجارت اساسی قابل توجه با بریتانیای کبیر از طریق توماس بلیک گلاور، یک اسکاتلندی، وابسته به شرکت جاردین ماتسون برقرار کرده بود. با پیشنهاد ساکاموتو ریوما، سایگو توافق کرد که سلاح مورد نیاز قلمروی چوشو برای مبارزه با شوگون‌سالاری توکوگاوا را تأمین کند.
علی‌رغم این کمک، هنوز هم میان دو قلمرو اختلاف نظر وجود دارد. در ۱ مارس ۱۸۶۶، شوگون‌سالاری خواستار بازنشستگی و محکومیت دایمیوی چوشو موری تاکاچیکا و کاهش درآمد قلمرو شد. این موضوع رهبری چوشو را خشمگین کرد و منجر به یک توافق رسمی با شش اصل با ساتسوما شد. حوزه این توافقنامه نسبتاً محدود بود. ساتسوما موافقت کرد که به چوشو جهت تقاضای عفو از امپراتور کومی که مخالف تندروی‌های چوشو و موافق حمله به این قلمرو بود کمک کند. اگر این طرح شکست خورد و شوگون‌سالاری مورد حمله قرار گرفت، ساتسوما ۲۰۰۰ نفر به کیوتو نیرو اعزام کند. با این حال، ساتسوما موافقت کرد که تنها در صورتی وارد جنگ با شوگون‌سالاری شود که قلمروی کووانا، ایزو یا محافظان شخصی توکوگاوا یوشینوبو تلاشی جهت جلوگیری از دسترسی و تماس ساتسوما با امپراتور انجام دهند.
این اتحاد برای حمایت از چوشو جهت مقاومت در برابر عملیات تنبیهی دومین اردوکشی چوشو که در تابستان سال ۱۸۶۶ توسط شوگون‌سالاری انجام شد، بسیار مؤثر بود، و منجر به شکست کامل شوگون‌سالاری در برابر قلمروی چوشو شد.

## تأثیر بر شینسنگومی
شینسنگومی که در حادثه ایکه‌دایا و حادثه کینمون به شهرت رسید، به گروه بزرگی متشکل از کمی کمتر از ۲۰۰ نفر تبدیل شد و مقر خود را از روستای میبو به معبد نیشی هونگانجی منتقل کرد. این گروه همچنین در ادو عضوگیری کرد و برخی از افسران ستاد آینده آن، مانند ایتو کاشیتارو، به گروه پیوستند. این دوران اوج گروه بود. با این حال، اوضاع به سرعت در حال تغییر بود و شوگون‌سالاری یک لشکرکشی نظامی معروف به اولین اردوکشی چوشو را آغاز کرد. در پاسخ به این، قلمرو چوشو تسلیم خود به  شوگون‌سالاری را نشان داد و با انجام سپوکو توسط سه نفر از ملازمان ارشد خود، مسئولیت حادثه کینمون را بر عهده گرفت و رده‌های بالاتر که به عنوان «جناح زوکورون» (گروهی از سامورایی‌ها که به دودمان و جایگاه اجتماعی اهمیت می‌دادند) شناخته می‌شدند، قدرت واقعی را در قلمرو به دست گرفتند و جایگزین جناح طرفدار امپراتوری و ضد خارجی شدند. با این حال، تاکاسوگی شینساکو و کاتسورا کوگورو علیه رده‌های بالای جامعه که سعی در پیروی از شوگون‌سالاری داشتند، شورش کردند. 
در دسامبر ۱۸۶۴ (دوره گنجی ۱)، تاکاسوگی شینساکو رهبری کیهیتای را بر عهده گرفت و ارتشی را در شیمونوسکی گرد هم آورد و در ژانویه ۱۸۶۵ (گنجی ۲)، موفق شد قدرت واقعی را در این قلمرو به دست گیرد. این نیرو پیوندهای محکمی با بازرگانان ثروتمند، کشاورزان و مقامات روستایی در داخل حوزه برقرار کرد و نظر حوزه را از «اطاعت مطلق» به «اطاعت مسلحانه» تغییر داد و از طریق اصلاحات نظامی شروع به تقویت قدرت نظامی خود کرد.در پاسخ، شوگون‌سالاری در ماه مه ۱۸۶۵ (اولین سال دوران کیئو) دستور دومین اردوکشی چوشو را داد که با نام «فتح دوم چوشو» شناخته می‌شود. شینسنگومی نیز در آماده‌سازی برای این نبرد، دستخوش تغییرات سازمانی عمده‌ای شد، اما با شروع انتظار و مشاهده توسط قلمروهای مختلف، اوضاع به بن‌بست رسید.این واقعیت که خاندان ساتسوما، که ایدئولوژی‌اش از اخراج بیگانگان به گشودن کشور تغییر کرده بود، تأثیر عمده‌ای بر سایر خاندان‌ها گذاشت. در پشت این امر، جنبش اتحاد ساتسوما-چوشو قرار داشت که با میانجیگری سامورایی‌های فراری قلمرو توسا،  ریوما ساکاموتو   و شینتارو ناکائوکا، صورت گرفت.این اتحاد در ژانویه ۱۸۶۶ (کیئو ۲) منعقد شد. تحقق این اتحاد نظامی که توسط سایگو تاکاموری از قلمرو ساتسوما (استان کاگوشیما امروزی) و کاتسورا کوگورو ایجاد شد و بیان می‌کرد که «در صورت جنگ، هر دو طرف با یکدیگر همکاری خواهند کرد»، سرنوشت شینسنگومی را تا حد زیادی تغییر داد.